# لوک نوسک
لوک نوسک (انگلیسی: Luke Nosek؛ زادهٔ ۱۹۷۵/۱۹۷۶ (۴۸–۴۹ سال)) سرمایه‌گذار و کارآفرین اهل ایالات متحده آمریکا است، که در سال ۲۰۰۵ شرکت فاندرز فاند را تأسیس کرد.